# نيرمان فاتيتش
نيرمان فاتيتش مواليد 24 أكتوبر 1994 في سراييفو، هو لاعب كرة مضرب بوسني بدأ مسيرته كمحترف سنة 2013 يلعب باليد اليمنى. أعلى تصنيف له في الفردي كان المركز الـ 722 في سنة 2015. أعلى تصنيف له في الزوجي كان المركز الـ 686 في سنة 2014.